# Castejón (Navarre)
Pour les articles homonymes, voir Castejón.
Castejón est une ville et une municipalité de la Communauté forale de Navarre (Espagne).
Elle est située dans la zone non bascophone de la province et à 78 km de sa capitale, Pampelune. Le castillan est la seule langue officielle alors que le basque n’a pas de statut officiel. Le nombre d'habitants en 2004 était de 3 360.

## Localités limitrophes
Valtierra au nord, Tudela à l'est et au sud, Corella et Alfaro au sud-ouest La Rioja à l'ouest.

## Démographie
| Évolution démographique                                  | Évolution démographique | Évolution démographique | Évolution démographique | Évolution démographique | Évolution démographique | Évolution démographique | Évolution démographique | Évolution démographique | Évolution démographique | Évolution démographique |
| 1996                                                     | 1998                    | 1999                    | 2000                    | 2001                    | 2002                    | 2003                    | 2004                    | 2005                    | 2006                    | 2007                    |
| -------------------------------------------------------- | ----------------------- | ----------------------- | ----------------------- | ----------------------- | ----------------------- | ----------------------- | ----------------------- | ----------------------- | ----------------------- | ----------------------- |
| 3 173                                                    | 3 179                   | 3 149                   | 3 143                   | 3 247                   | 3 360                   | 3 438                   | 3 529                   | 3 698                   | 3 887                   | 3 964                   |
| Sources: Castejón et instituto de estadística de navarra |                         |                         |                         |                         |                         |                         |                         |                         |                         |                         |

## Personnalités
- Julio Antonio Elícegui (es)[2] (1910-2001): footballeur international qui a évolué au Real Unión de Irún, à l'Atlético de Madrid, au Deportivo La Corogne et au Gimnàstic de Tarragona.
- Javier Tejada Palacios: Très grand physicien, de renommée mondiale, aux divers prix dont celui du Prince de Viana a la Culture en 2006. Il est professeur agrégé de physique à l'université de Barcelone et mené à terme plus de 250 projets de niveau national et international.
- Javier Velaza Frías: professeur à l'université de Barcelone et poète.
- Fernando Palacios: musicien et directeur de "Radio Clásica" de la Radio Nationale d'Espagne.

### Sources
- (es) Cet article est partiellement ou en totalité issu de l’article de Wikipédia en espagnol intitulé « Castejón (Navarra) » (voir la liste des auteurs).